# Lazány
Lazány (szlovákul: Lazany) Znióváralja településrésze, egykor önálló község Szlovákiában, a Zsolnai kerület Turócszentmártoni járásában.

## Fekvése
Znióváralja központjától 1 km-re északnyugatra fekszik.

## Története
1282-ben említik először.
A 18. század végén Vályi András így ír róla: „LAZÁN. Tót falu Túrócz Várm. az Uritza vizénél, földes Ura a’ Tudományi Kintstár, lakosai katolikusok, fekszik Znió Várállyának szomszédságában, és annak filiája, lakosai leg inkább olaj ütők, határja közép termékenységű, réttye jó, legelője elég, fája mind a’ két féle van.”
Fényes Elek 1851-ben kiadott geográfiai szótárában így ír a faluról: „Lazán, tót falu, Thurócz vmegyében, Znió-Váralja mellett. Számlál 429 kath. lak. Jó rét és legelő, erdő. Lakosai sok olajat sajtólnak s avval kereskednek. F. u. a pesti universitas. Ut. posta Rudnó.”
A trianoni diktátumig Turóc vármegye Stubnyafürdői járásához tartozott.
A 2. világháború után csatolták Znióváraljához.

## Népessége
- 1880-ban 293 szlovák anyanyelvű lakta.
- 1890-ben 314 szlovák és 6 magyar anyanyelvű élt itt.
- 1900-ban 296 szlovák és 1 magyar anyanyelvű lakta.
- 1910-ben 292 lakosa volt, ebből 241 szlovák, jelentős német kisebbséggel.
- 1921-ben 279 csehszlovák lakosa volt.
- 1930-ban 282 csehszlovák és 1 magyar élt a faluban.

## Külső hivatkozások
- Lazány Szlovákia térképén

## Lásd még
- Znióváralja